# Lichtbogenverdampfen
Lichtbogenverdampfen oder Arc-PVD (auch arc evaporation, von englisch arc ‚Bogen‘) ist ein Beschichtungsverfahren aus der Gruppe der physikalischen Gasphasenabscheidung (PVD), genauer gesagt ein Verdampfungsverfahren.

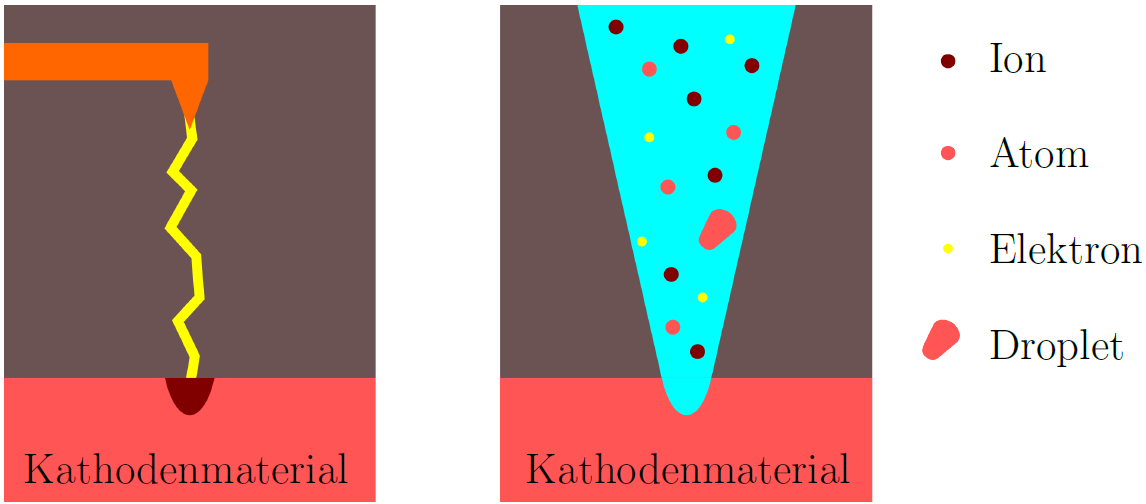
Im linken Bild ist der Lichtbogen zwischen Zünder und Kathodenmaterial, sowie die Bildung eines Ectons zu sehen. Im rechten Bild die entstehende Plasmafackel mit den emittierten Teilchen.

Bei diesem Verfahren brennt zwischen der Kammer und dem auf negativem Potenzial liegenden Target ein Lichtbogen, der das später z. B. auf ein Werkstück (dem Substrat) aufzubringende Targetmaterial schmilzt und verdampft. Das Target wirkt als Kathode, die Kammerwand der Vakuumkammer oder eine definierte Elektrode als Anode. Dabei wird ein großer Teil (bis zu 90 %) des verdampften Materials ionisiert. Der Materialdampf (Targetmaterial) breitet sich ähnlich wie beim thermischen Verdampfen radial vom Target aus. Da an das Substrat zusätzlich ein negatives Potenzial gelegt wird, wird der ionisierte Materialdampf zusätzlich zum Substrat hin beschleunigt. An der Substratoberfläche kondensiert der Materialdampf. Durch die hohen Ionisationsanteile kann durch entsprechende Spannungen am Substrat und Target eine große kinetische Energie in den Metalldampf eingebracht werden, so dass am Substrat ein mehr oder weniger starker Sputter-Effekt erreicht werden kann. Dies wird unter anderem ausgenutzt, um die Eigenschaften (Schichthaftung, Dichte, Zusammensetzung usw.) der abgeschiedenen Schicht zu beeinflussen.